# The Gathering Wilderness
The Gathering Wilderness peti je studijski album irskog black/folk metal sastava Primordial. Album je 7. veljače 2005. godine objavila diskografska kuća Metal Blade Records, kojoj je to ujedno bio i prvi objavljeni album grupe.

## O albumu
Album je bio snimljen i miksan u listopadu 2004. godine u studiju Cauldron Studios u Dublinu. Producent albuma bio je Billy Anderson (kojem je asistirao Kevin Byrne), dok je mastering izvršio Ciaran Byrne. Skupina je izjavila da je naziv uratka nadahnuo stih iz pjesme "Last Year's Man" koja se nalazi na albumu Songs of Love and Hate kanadskog kantautora Leonarda Cohena te glasi "...that the wilderness is gathering..." ("...da se divljina okuplja...").

## Popis pjesama
Tekstovi: A.A. Nemtheanga. 
| 1.    | »The Golden Spiral«               | Ciáran MacUiliam             | 8:03 |
| 2.    | »The Gathering Wilderness«        | Pól MacAmlaigh               | 9:13 |
| 3.    | »The Song of the Tomb«            | MacUilliam                   | 7:57 |
| 4.    | »End of All Times (Martyrs Fire)« | MacUilliam, Micheál O'Floinn | 7:43 |
| 5.    | »The Coffin Ships«                | MacUilliam                   | 9:58 |
| 6.    | »Tragedy's Birth«                 | MacUilliam, O'Floinn         | 8:32 |
| 7.    | »Cities Carved in Stone«          | MacUilliam                   | 8:07 |
| 59:33 |                                   |                              |      |

## Recenzije
The Gathering Wilderness dobio je vrlo pozitivne kritike; kako od profesionalnih recenzenata kao što su AllMusic i Rock Hard, tako i od raznih internetskih časopisa.
Zingultus, pjevač njemačkog sastava Graupel, opisao je The Gathering Wilderness "intenzivnijim i opipljivijim od većine black metal albuma današnjice", pritom izjavljujući kako black metal treba "prenijeti vrlo posebnu atmosferu", što "rijetko tko danas postiže".
Pjesma "The Coffin Ships", koja govori o velikoj gladi u irskoj, bila je uvrštena na 175. mjesto ljestvice "250 najboljih hard rock i metal pjesama svih vremena" u izdanju časopisa Rock Hard iz svibnja 2011. godine.

## Zasluge
| Primordial - A.A. Nemtheanga – vokali, koncept naslovnice - Ciáran MacUiliam – gitara - Simon O'Laoghaire – bubnjevi - Micheál O'Floinn – gitara - Pól MacAmlaigh – bas-gitara, bodhrán Dodatni glazbenici - Aoife King – violina | Ostalo osoblje - Billy Anderson – produkcija, inženjer zvuka, miksanje - Kevin Byrne – inženjer zvuka, dodatno miksanje - Ciaran Byrne – mastering - Caroline Traitler – fotografija - Jane Averill – dodatna fotografija - Paul McCarroll – naslovnica, dodatna fotografija - Adrian Butler – fotografija (na naslovnici) |